# フリアン級防護巡洋艦
| フリアン級防護巡洋艦                   | フリアン級防護巡洋艦 |
| -------------------------------------- | --- |
| 「シャスルー・ローパー」               | |
| 艦級概観                               | |
| 艦種                                   | 二等防護巡洋艦 |
| 艦名                                   | |
| 前級                                   | アルジェ級 |
| 次級                                   | デカルト級防護巡洋艦 |
| 性能諸元（データはネームシップのもの） | |
| 排水量                                 | 常備 フリアン：3,982トン ビョジョー：3,809トン シャスルー・ローパー：4,044トン |
| 全長                                   | 94.0m |
| 全幅                                   | 12.98m |
| 吃水                                   | 6.3m |
| 機関                                   | ニクローズ式石炭専焼水管缶20基（ビョジョー：ベルヴィール式、シャスルー・ローパー：ラグラル・ダフ式） +直立型三段膨張式レシプロ機関2基2軸                                                                         |
| 最大出力                               | 9,500hp |
| 最大速力                               | 18.7ノット |
| 航続距離                               | 10ノット/5,500海里 |
| 燃料                                   | 石炭：577トン |
| 乗員                                   | 339名 |
| 兵装                                   | Model 1893年型 16cm（45口径）単装速射砲6基 Model 1891年型 10cm（45口径）単装速射砲4基 6.5cm単装速射砲2基 オチキス Model 1885 4.7cm（43口径）単装機砲4基 オチキス Model 1885 37mm機砲11基 35.6cm魚雷発射管単装2基 |
| 装甲                                   | 甲板：30mm（水平面）、81mm（傾斜部） 司令塔：76mm |

フリアン級防護巡洋艦（フリアンきゅうぼうごじゅんようかん、Protected cruisers Friant class）はフランスが建造した防護巡洋艦である。フランス海軍での類別は二等巡洋艦でロム造船士官の手による設計である。

## 概要
本級は当時の海相オーブにより外洋での通商破壊戦を主任務とする防護巡洋艦として建造された。本級は防護巡洋艦の主砲に16cm（45口径）速射砲を採用したクラスである。

## 艦形について
船体形状は当時、フランス海軍が主力艦から軽艦艇に至るまで主に導入していたタンブル・ホーム型船体である。これは、水線部から上の構造を複雑な曲線を用いて引き絞り、船体重量を軽減できる船体方式で、他国では帝政ロシア海軍やドイツ海軍、アメリカ海軍の前弩級戦艦や巡洋艦にも採用された。外見上の特徴として水線下部の艦首・艦尾は著しく突出し、かつ舷側甲板よりも水線部装甲の部分が突出すると言った特徴的な形状をしている。このため、水線下から甲板に上るに従って船体は引き絞られ甲板面積は小さくなっている。これは、備砲の射界を船体で狭められずに広い射界を得られる。
本艦の船体形状は前級と同じく乾舷の高い艦首から低い艦尾までなだらかに傾斜する平甲板型船体である。水面部が突出した艦首から艦首甲板に16cm（45口径）速射砲が防盾の付いた単装砲架で1基、司令塔を組み込んだ操舵艦橋の側面に副武装の10cm速射砲が防盾の付いた単装砲架で両舷に1基ずつ。マストは設計時はミリタリー・マストであったが安定性改善のために簡素な単脚式のマストとなった
船体中央部には3本煙突が立ち、その周囲には煙管型の通風筒が立っている。煙突の周囲は艦載艇置き場となっており、2本1組として片舷3組で計6組のボート・ダビットにより運用された。舷側部には片舷2か所の張り出しが設けられ、そこに16cm速射砲が2基ずつ搭載された。
後部甲板には後部マストと16cm単装速射砲が後ろ向きに1基と10cm速射砲が両舷に1基ずつ配置された。この武装配置により首尾線方向に最大16cm砲3門・10cm砲2門、左右方向に最大16cm砲4門、10cm砲2門が指向出来た。

## 機関
本級の機関は石炭専焼水管缶20基に直立型三段膨脹式レシプロ機関を組み合わせて最大出力9,500馬力で最大出力18.7ノットを発揮した。主ボイラーの形式は性能比較のためにフリアンはニクローズ式20缶、シュシェはベルヴィール式24缶、シャスルー・ローパーはラグラる・ダフ式20缶と異なっていた。主ボイラーの数が20～24もあったために煙突の本数は3本となった。ニクローズ式の試験結果は良好で、海防戦艦「アンリ4世」やテリブル級海防戦艦「ルカン」の主ボイラーに活かされた。

## 同型艦
- フリアン（Friant）
- シャスルー・ローパー（Chasseloup Laubat）
- ビュジョー（Bugeaud）

## 参考図書
- 「世界の艦船増刊第50集 フランス巡洋艦史」（海人社）

## 参考リンク
- 'Friant' (1890)「フリアン」の写真とスペックのあるページ。（英語）